# Kernoorlog
Een kernoorlog of atoomoorlog is een oorlog waarbij de twee strijdende partijen kernwapens tegen elkaar inzetten. Een oorlog waarbij beide partijen kernwapens inzetten is er tot op heden (anno 2025) niet geweest. Wel zijn er aan het eind van de Tweede Wereldoorlog kernwapens gebruikt in Hiroshima en Nagasaki door de Verenigde Staten.

## Soorten kernoorlogen
Men onderscheidt beperkte en volledige kernoorlogen:
- Bij een beperkte kernoorlog gebruiken landen slechts een deel van hun kernarsenaal voor kernaanvallen op een beperkt aantal doelen. Dit zullen voornamelijk militaire doelen zijn en er zal vooral gebruik worden gemaakt van tactische kernwapens. Dit kan voor een kernmacht een geschikt alternatief vormen omdat de kernmacht wel naar een kernoorlog kan escaleren zonder meteen het hele arsenaal te verschieten, de internationale respons minder heftig is, omdat de kernmacht vooral militaire doelen aanvalt, en omdat de kernmacht dan nog altijd het dreigement van een volledige kernaanval (zie hieronder) achter de hand houdt.
- Bij een volledige kernoorlog gebruiken landen hun volledige kernarsenaal. Dit impliceert het gebruik van tactische nucleaire wapens tegen militaire doelen, maar ook dat van strategische kernwapens tegen steden en vitale voorzieningen om de maatschappij te ontwrichten of zelfs te vernietigen. De reden voor een kernmacht om (meteen) een volledige kernoorlog te beginnen is het voorkomen dat de tegenpartij kan aanvallen (first strike capability) of terugslaan met eigen kernwapens (second strike capability). De risico´s zijn uiteraard levensgroot. De VS en Rusland en waarschijnlijk ook China en India kunnen zelfs na een volledige kernaanval nog terugslaan en zelfs bij kleinere kernmachten weet de aanvaller nooit zeker of alle kernwapens wel onschadelijk gemaakt kunnen worden. Het resultaat is dan wederzijdse vernietiging (MAD), met (zie hieronder) mondiale gevolgen. De internationale afschuw en afwijzing zal nog sterker zijn dan bij een beperkte kernoorlog, en door het verschieten van (het grootste deel van) het eigen kernarsenaal wordt een staat kwetsbaar voor een aanval, eventueel afkomstig van een derde land dat de verzwakte winnaar relatief makkelijk kan overwinnen. Het is goed mogelijk dat een totale kernoorlog slechts tot volledige mondiale vernietiging leidt waardoor de vraag wie de winnaar is futiel is.

## Gevolgen van een kernoorlog
Vanwege de desastreuze gevolgen van een nucleaire oorlog wordt tot nu toe getracht om een dreigende oorlog door overleg af te wenden. Volgens computermodellen zou bij een wereldwijde kernoorlog de mensheid, en zeker de westerse beschaving zoals wij die kennen, uitgeroeid kunnen worden. Als gevolg van de enorme branden zou er zoveel stof in de atmosfeer kunnen komen dat daardoor de atmosfeer zou verduisteren en een paar jaar een nucleaire winter zou heersen. Hierdoor zou er geen landbouw mogelijk zijn en de overlevenden verhongeren. Bovendien zouden de miljoenen lijken van mens en dier en het verdwijnen van roofdieren zoals vogels leiden tot enorme insectenplagen en epidemieën. Wanneer de atmosfeer opgeklaard zou zijn, zou er te veel ultraviolette straling tot de aarde doordringen. De stikstofoxiden die bij kernexplosies vrijkomen breken namelijk de ozonlaag af. Verder zouden hoge stralingsniveaus eeuwenlang de ecosfeer vervuilen waardoor veel levensvormen zowel op korte als op lange termijn schade zouden kunnen oplopen, met mogelijke verminderde reproductiekansen en hogere mutatiefrequenties. Dit treft dan vooral de hogere diersoorten waaronder de mens, terwijl lagere levensvormen, die zich zeer snel voortplanten, zoals insecten, bacteriën en virussen, net voordeel hebben van hogere mutatiefrequenties, aangezien dat een sneller aanpassingsvermogen tot gevolg heeft. Zelfs als de mensheid niet geheel zou uitsterven, zouden de overlevenden waarschijnlijk in prehistorische omstandigheden moeten voortleven. Het is bovendien zeer onwaarschijnlijk dat zij ooit weer een technologische beschaving zouden kunnen opzetten. Dit omdat de grondstoffen die voor een westerse beschaving onmisbaar zijn, zoals fossiele brandstoffen, metalen, enz. door overexploitatie schaars en moeilijk winbaar zijn geworden.
De Amerikaanse onderzoeksjournalist Annie Jacobsen schetst in haar boek Kernoorlog: Het scenario mogelijke scenario's voor een kernoorlog en beschrijft de lijdensweg van de overlevenden, na brandwonden, hongersnood en maatschappelijke instorting. Ook de Britse tv-film Threads uit 1984 die werd uitgezonden door de BBC gaat over de langjarige gevolgen van een kernoorlog. De film is buitengewoon deprimerend en kreeg zeer goede kritieken, al doen de animaties heden ten dage wat simplistisch aan. Threads won de BAFTA voor Best Single Drama, Best Design, Best Film Cameraman en Best Film Editor in 1985.

## Dreigingen in het verleden

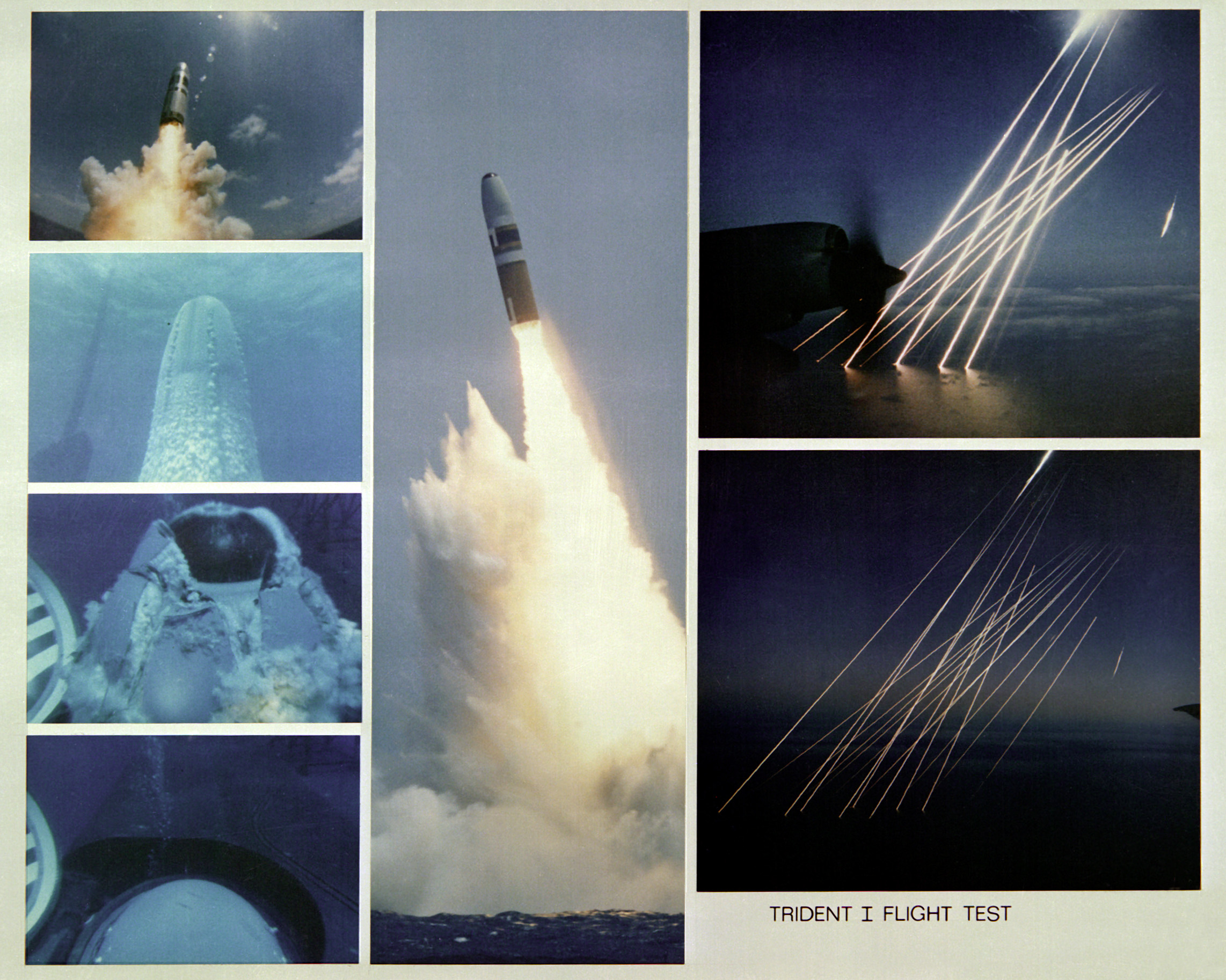
Montage van de lancering van een Trident C4 SLBM (links en midden) en het in de atmosfeer en in zee komen van dummy kernkoppen (rechts).

In de wapenwedloop voor en tijdens de Tweede Wereldoorlog waren veel landen bezig een kernwapen te ontwikkelen, waaronder nazi-Duitsland en de Verenigde Staten. In de laatste maanden van de Tweede Wereldoorlog fabriceerden en gebruikten de Verenigde Staten twee atoombommen: Little Boy en Fat Man. Ze wierpen deze bommen op respectievelijk Hiroshima en Nagasaki - beide Japanse steden.
Na de Tweede Wereldoorlog was de Koude Oorlog al snel een feit. Gedurende deze oorlog testten en fabriceerden zowel de Sovjet-Unie als de Verenigde Staten vele, steeds zwaarder wordende, kernwapens. De VS had aanvankelijk een voorsprong, maar de USSR breidde zijn kernwapenarsenaal uit tot het nog groter en zwaarder dan het Amerikaanse was. Bovendien ontwikkelden een aantal landen hun eigen kleinere kernmacht. Een kernoorlog leek ophanden en de situatie werd steeds dreigender. Deze spanning culmineerde in onder meer de grootste kernbom ooit gebouwd, de Tsar Bomba in 1961 (twee keer zo zwaar als de zwaarste Amerikaanse bom) en in 1962 in de Cubacrisis, toen een confrontatie ternauwernood vermeden kon worden.
Er waren ook andere in potentie zeer gevaarlijke situaties. Op 26 september 1983 gaf het geautomatiseerde waarschuwingssysteem van Sovjet-overste Stanislav Petrov ten onrechte aan dat de Amerikanen (toen onder Ronald Reagan) vijf intercontinentale raketten zouden hebben gelanceerd. Hij oordeelde dat dit een interne systeemfout moest zijn, omdat bij een echte verrassingsaanval, logischerwijze, veel meer raketten tegelijkertijd zouden zijn gelanceerd dan slechts deze vijf exemplaren. Daarom rapporteerde hij het alarm van het systeem niet direct aan zijn meerderen, wat mogelijk een kernoorlog heeft voorkomen.
In 2022 heeft de Russische president Vladimir Poetin de afschrikkingstroepen van het Russische leger in verhoogde staat van paraatheid gebracht. Dit heeft te maken met de Russische invasie van Oekraïne in 2022. Poetin dreigde meermaals kernwapens in te zetten tijdens deze oorlog.

## De-escalatie
Kernmachten zijn zichzelf bewust van het risico van een kernoorlog en hanteren daarom verschillende mechanismen ter voorkoming dat kernwapens (te lichtzinnig) worden ingezet:
- Internationale afspraken over het verminderen van het aantal kernwapens;
- Hotlines tussen staatshoofden die direct overleg bij een dreigende situatie mogelijk maken;
- Machtiging en vierogenprocedures ter voorkoming dat één enkele persoon bij vergissing een kernwapen afvuurt en een kernoorlog ontketent;
- Eenzijdige doctrines. De meeste landen hanteren een no first use doctrine, die inhoudt dat ze pas een kernwapen gebruiken als een ander land dit tegen hen doet. Pakistan hanteert deze doctrine echter niet en behoudt zich de mogelijkheid voor te allen tijde kernwapens te gebruiken.

## Risicogebieden
Hieronder staan risicogebieden voor kernoorlogen waar landen met de beschikking over kernwapens met elkaar min of meer in staat van oorlog verkeren, of waar een kernmacht een gespannen verhouding heeft met bepaalde andere landen.
- India – Pakistan
- Israël – Iran
- Noord-Korea – Zuid-Korea
- Rusland - Europa
- Verenigde Staten - Noord-Korea
- Verenigde Staten - Rusland